# Sala de Operações dos Revolucionários Líbios
A Sala de Operações dos Revolucionários Líbios (SORL) (em árabe: غرفة عمليات ثوار ليبيا) é um grupo armado leal a Nouri Abusahmain. Foi declarada uma organização terrorista pelo parlamento líbio e está fortemente envolvida na guerra civil líbia iniciada em 2014.
A SORL foi criada em 2013 por Nouri Abusahmain, que havia sido recentemente eleito presidente do Congresso Geral Nacional. Ele formou o grupo unindo milícias existentes sob o seu comando com a tarefa oficial de manter a ordem em Trípoli. Ele supostamente desviou 900 milhões de dinares líbios (US $ 720 milhões) para o benefício da SORL, mas isso não foi investigado uma vez que o próprio Abusahmain suprimiu o inquérito. Logo depois de ter sido formada, a SORL tentou um golpe de Estado, quando o grupo sequestrou o primeiro-ministro Ali Zeidan, em outubro de 2013. A SORL mais tarde montou uma filial em Benghazi, supostamente para lidar com a deterioração da segurança.